# Distretto di Tiaret
Il distretto di Tiaret è un distretto della provincia di Tiaret, in Algeria.

## Comuni
Il distretto di Tiaret comprende 1 comune:
- Tiaret